# Symphyotrichum novi-belgii

Врста Symphyotrichum novi-belgii која носи народна имена њујоршки астер и новобелгијска или источноамеричка звездица добила је научни назив по Новој Белгији територији на којој се од природе јавља. Нова Белгија је била колонија Низоземске републике у XVII веку на источној обали Сједињених Држава од полуострва Делмарва све до крајњег југозапада Кејп Кода, док су уже насељене области данас део средњоатлантских држава Њујорк, Њу Џерси, Делавер и Конектикат. На том делу је и данашњи Њујорк, некада Нови Амстердам (главни град Колоније), па је назив на већини језика њујоршки астер, али и новобелгијски астер.

## Опис врсте
Перена растреситог или густог хабитуса, обрнуто купаст, са ризомима. Стабљике 1-5+, усправне, праве, дебље или тање, често црвенкасте, голе (код S. novae-angliae длакаве), дистално линеарно маљаве. Висина, зависно од сорте, 20-100 (-140) cm.
Листови су дебели, чврсти, маргине плитко тестерасте, лице голо (код S. novae-angliae длакави), на наличју главни нерв некад длакав, дуги 1,7-6 cm, широки 0,6-1,1 cm. Базални листови вену у време цветања. Лиска овална, овално ланцетаста или ланцетаста.
Главице на голим или слабо маљавим дршкама 4-40 mm дугим, пречника 2-5 cm, са 1-3 брактеје. Инволукрум звонаст, пречника 6-9 mm. Филарије у серијама од 3-4, спољне овално издужене, зелене са прозирним длачицама. Језичастих цветова 15-35; круница обично плавољубичаста, ређе ружичаста или бела, ламине (6-)10-19 × 0,9-2,1 mm. Цветова диска 28-68; круница жута, постаје црвенкастосмеђа до љубичаста, 4-7,5 mm, срасли део (цев) краћи од левкасто-звонастог вршног дела; режњеви ланцетасти, 1-1,5 mm.
Ципсела жутосмеђа до смеђа објајаста, спљоштена, са 4-6 ребара, глатка. Орашица без папуса дуга 2-4 mm; папус прљаво жућкаст, дуг 4-6 mm.

## Ареал
Исток Северне Америке, сем далеког севера Канаде и јужних држава САД.

## Биоеколошке карактеристике
Најбоље успева на сунчаним местима, уз заштиту од хладних ветрова. Отпорна је на ниске температуре. Погодују јој влажна али добро дренирана земљишта, рН 6,5-7,0. Ниске сорте саде се на одстојањима 20 х 25 сm, а за високе је потребно 40 х 45 сm.

## Унутарврсни таксони
- Сорта  'Alert'.
- Сорта  'Celeste'.
- Сорта  'Daydream'.
- Сорта  'Judith'.
- Сорта  'Margrethe Viking'.
- Сорта  'Patricia Ballard'.
- Сорта  'Shout'.
- Сорта 'White Ladies'.

- 'Winston Churchill' је сорта са два реда језичастих цветова у топло ружичастим цвастима пречника 3,5 cm. Висина 75-90 cm.
- 'Alert' је компактна сорта са црвенољубичастим цвастима, добрим за резани цвет. Висина 40 cm.
- 'Professor Kippenburg' је патуљаста сорта, висине до 40 cm. Цвета плавичастим цвастима у септембру. Добра за бордуре.
- 'Patricia Ballard' је сорта полупуних розе цвасти. Висина 100-120 cm. Цвета августа-септембра. Добра је у комбинацији са таксонима родова Chrysanthemum, Helenium, Heliopsis, Rudbeckia, Solidago. Саде се 3 биљке m².
- 'White Ladies‘ високи астер (90-120 cm) белих полупуних цветова. Цвета у септембру. Саде се 3 биљке/m².
- 'White Swan' средњи астер (45 cm) белоружичастих до белих полупуних цветова. Компактан, жбунаст, око 30 cm широк. Цвета у септембру.
- 'Mont Blanc' је клон пуних белих цвасти пречника 3,5-4 cm. Висина до 1,4 m; Цвета од августа до мразева.

## Хортикултурни значај
Њујоршки астер је сортама најбогатији астер, а оне варирају у бојама и пуноћи цвасти као и у висини. Брзо се шири па га треба делити сваке 3-4 године, и не садити поред спорорастућих нежних биљака, јер ће их загушити.
Врло је цењен због обилности (до 200 цвасти на биљци) и дужине цветања, али је најосетљивији од астера на пепелницу. Новији клонови показују већу отпорност.
Користи се за различите насаде зависно од особине сорте. Добар је на фону травњака или тамнозелених жбунова, а слаже се са украсним травама, као и са другим астерима. Цветне главице употеребљавају се врло често као резани цвет, где могу да трају и до 15 дана, а и за жардињере.
Symphyotrichum novi-belgii је морфолошки врло варијабилан па има доста подврста и варијетета. Истовремено је подложан спонтаној хибридизацији са другим врстама у роду, а поред осталог и са јако инвазивним као што је гроњаста звездица (Symphyotrichum lanceolatum (Willd.) G.L. Nesom) што може да буде опасно по биодиверзитет.

## Статус у Србији
Ова биљка се јавља и у природи, са недовољно истраженим статусом инвазивности, односно ефикасношћу анемохорног распростирања и ширења ризомима. Иако је унета као украсна перена, у природи се срећу њене одбегле популације. Може се наћи у литоралним зонама река, у ефемерној и коровској вегетацији обала, као и на депонијама отпада.